# Kim Min-joon
Kim Min-joon (kor.김민준) – południowokoreański zapaśnik walczący w stylu klasycznym. Brązowy medalista mistrzostw Azji w 2021 roku.